# Fjärås församling
Fjärås församling var en församling i Göteborgs stift och i Kungsbacka kommun. Församlingen uppgick (namnändrades) 2013 i Fjärås-Förlanda församling.

## Administrativ historik
Församlingen har medeltida ursprung. Församlingen var till 2013 moderförsamling i pastoratet Fjärås och Förlanda. Församlingen uppgick (namnändrades) 2013 till Fjärås-Förlanda församling.

## Kyrkor

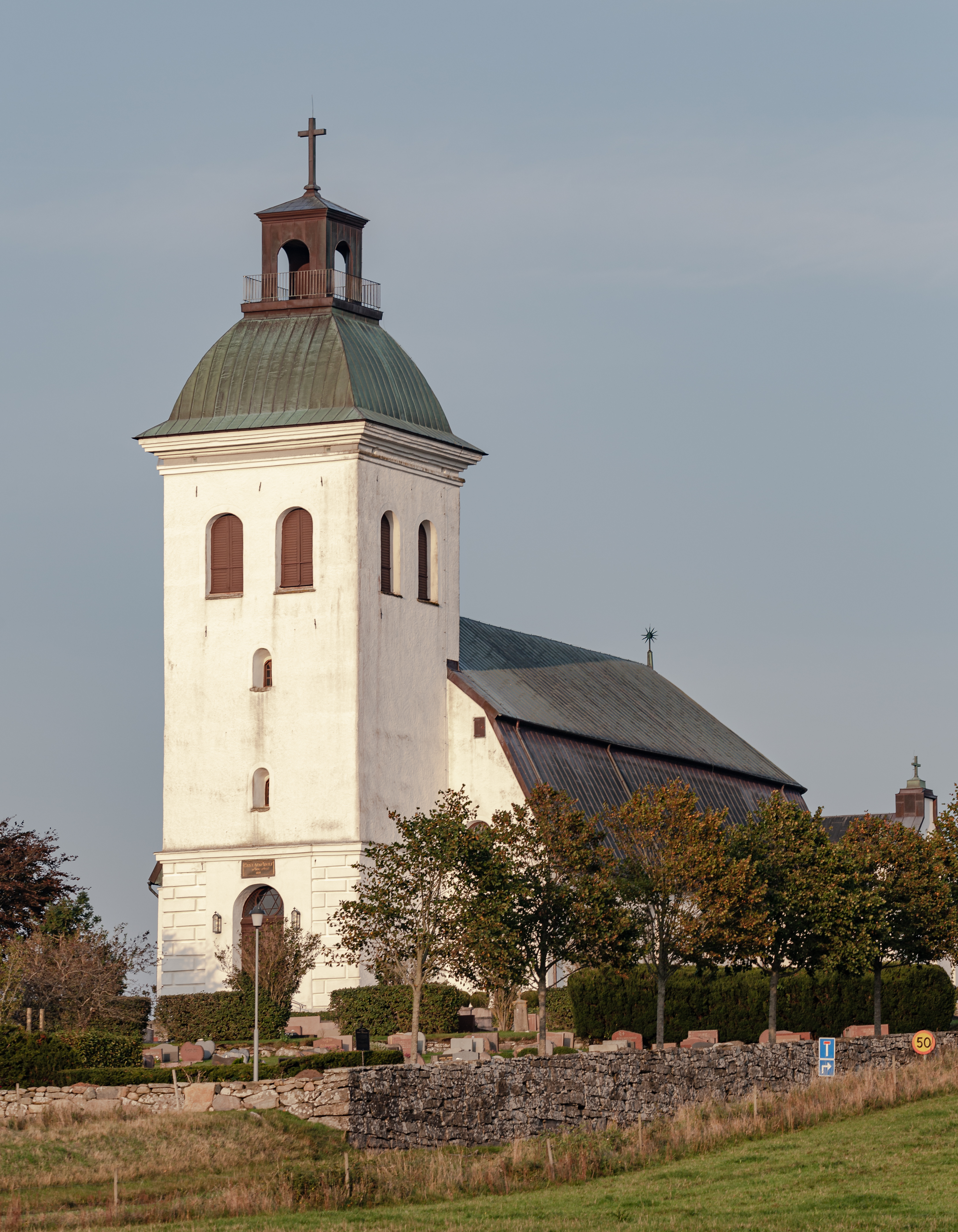
Fjärås kyrka
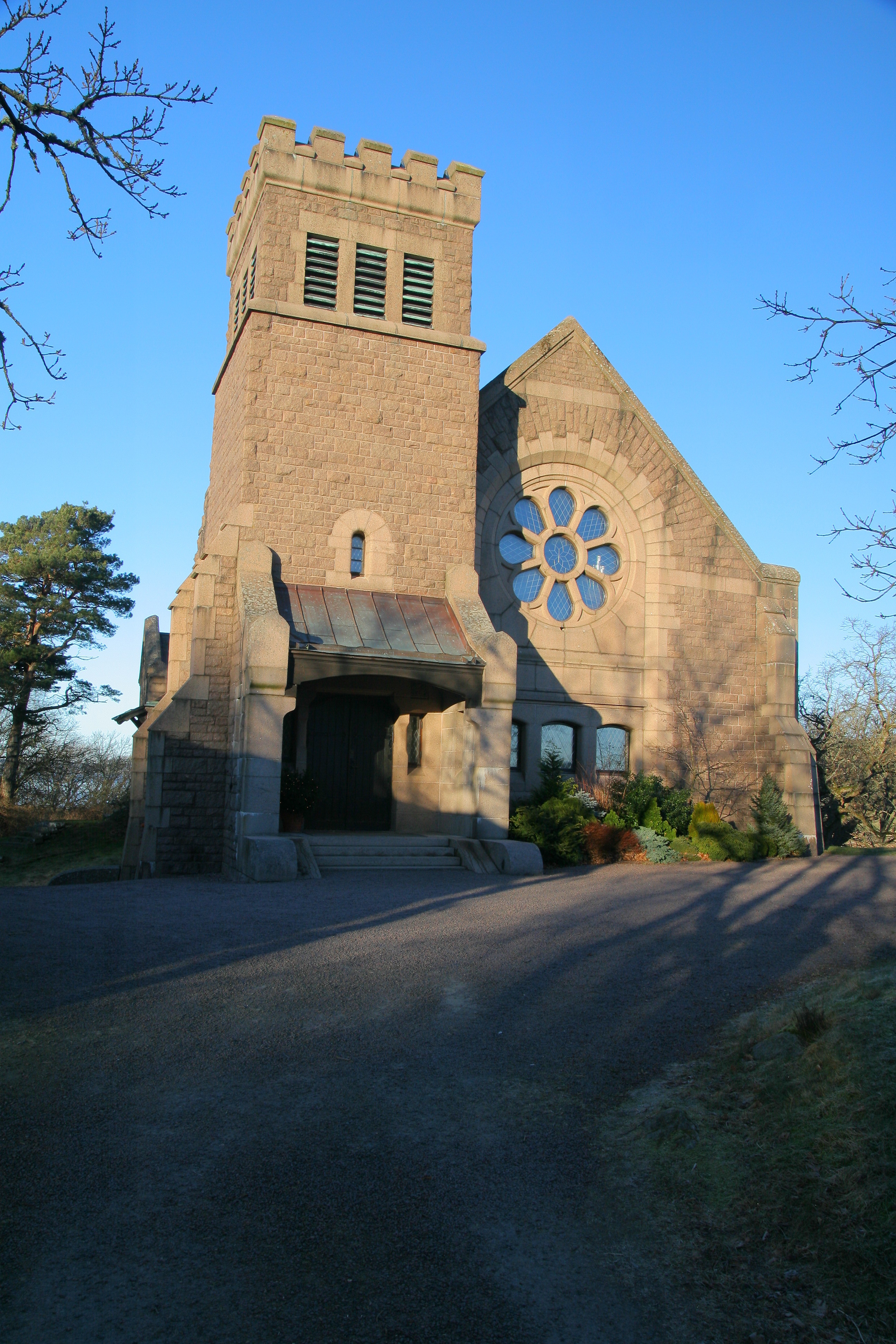
Tjolöholms kyrka